# (6997) Laomedon
(6997) Laomedon (3104 T-3) – planetoida z grupy trojańczyków okrążająca Słońce w ciągu 11,81 lat w średniej odległości 5,18 j.a. Odkryta 16 października 1977 roku.